# Sports Illustrated Stadium
Das Sports Illustrated Stadium ist ein Fußballstadion in der US-amerikanischen Stadt Harrison im Bundesstaat New Jersey. Seit der Saison 2010 tragen hier die New York Red Bulls aus der Major League Soccer (MLS) ihre Heimspiele aus. Auch die Reserve der Red Bulls nutzt die Anlage derzeit für ihre Heimspiele in der MLS Next Pro (MLSNP). Seit der Saison 2020 ist das Stadion auch Gastgeber für Gotham FC (vorher Sky Blue FC und NJ/NY Gotham FC) der National Women’s Soccer League (NWSL). Die Eigentümerin des Stadions ist die Red Bull Arena, Inc., eine hundertprozentige Tochtergesellschaft der Red Bull GmbH.

## Geschichte
Die Anlage wurde am 20. März 2010 mit einem Freundschaftsspiel der Red Bulls gegen den brasilianischen Traditionsverein FC Santos eröffnet. Das Spiel endete mit 3:1 für die Red Bulls. Das erste Pflichtspiel bestritten die Red Bulls eine Woche später. Am 27. März, dem ersten Spieltag der Saison 2010, war Chicago Fire zu Gast.
Das Stadion bietet Platz für 25.000 Zuschauer. Ein lichtdurchlässiges Dach überdacht alle Zuschauerränge, nicht aber das Spielfeld.

### Verzögerungen
Das Projekt, das bis 18. August 2008 noch unter dem Namen Red Bull Park bekannt war, verzögerte sich mehrmals. Der ursprüngliche Plan war, dass die damaligen MetroStars (wie Red Bull New York zuvor benannt war) bereits zur Saison 2006 das neue Stadion beziehen könnten. Unstimmigkeiten zwischen der MLS und dem Staat New Jersey verzögerten dies aber. Die für die Saison 2007 geplante Eröffnung wurde aber wegen umweltpolitischen Einwänden nochmals nach hinten verschoben.
Die Grundsteinlegung erfolgte zwar am 19. September 2006, nach dem Kauf der MetroStars durch die Red Bull GmbH verzögerte sich der Baubeginn aber erneut. Aufgrund von Unstimmigkeiten mit dem Vorbesitzer der Red Bulls, der Anschutz Entertainment Group (AEG), die immer noch Eigentümer des Stadions waren, kaufte Red Bull deren Anteile und änderte das Stadiondesign nochmals. Ende Dezember 2007 wurden die Bauarbeiten letztendlich aufgenommen und das Stadion wurde Anfang 2010 fertiggestellt.

### Name
Das Projekt war als Red Bull Park bekannt. 2008 erhielt es die Bezeichnung Red Bull Arena. Im Dezember 2024 gaben die New York Red Bulls die Partnerschaft mit Sports Illustrated Tickets (SI Tickets), eine Abteilung der Sportzeitschrift Sports Illustrated, über 13 Jahre bekannt. Ein Teil des Vertrages ist die Umbenennung der Red Bull Arena in Sports Illustrated Stadium. Ab 2026 wird SI Tickets auch offizieller Ticketpartner für alle Veranstaltungen im Stadion. Für die Zeitschrift ist es das erste Namenssponsoring für ein Stadion in ihrer 70-jährigen Geschichte.

## Galerie

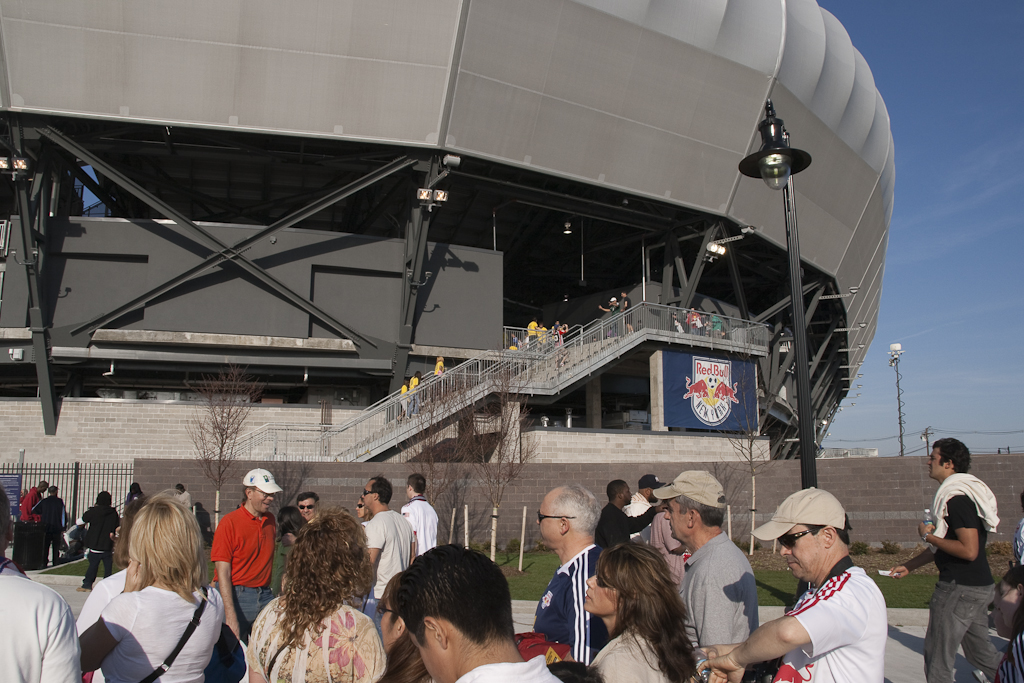
Fans auf dem Weg in das Stadion
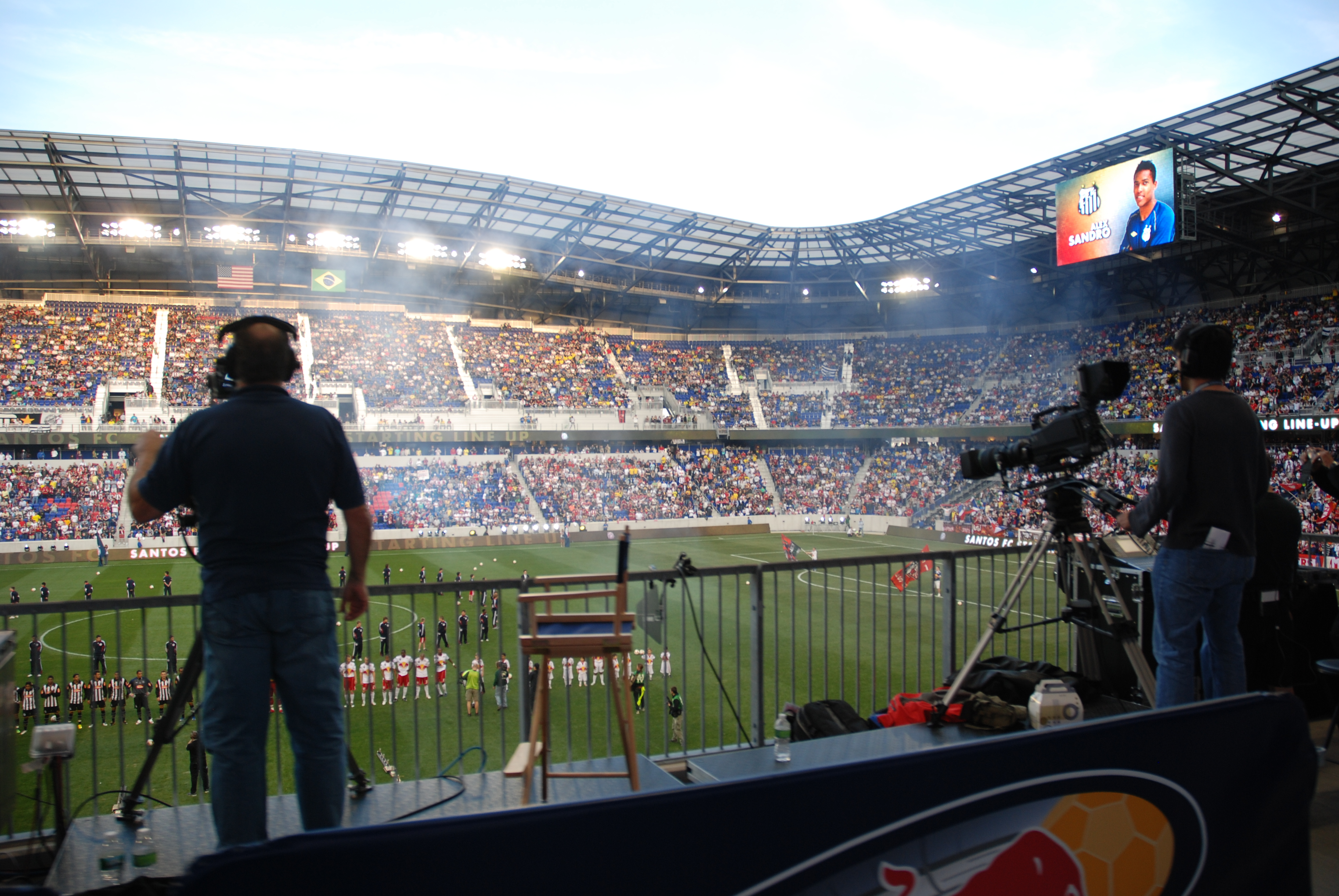
Standort der Fernsehkameras